# 特溫克里克 (堪薩斯州)
特溫克里克（英語：Twin Creek）是位於美國堪薩斯州奧斯伯恩縣的一個鬼鎮。

## 歷史
特溫克里克的郵政局於1872年設立，其後於1904年結束營運，翌年重設後又於1915年結束營運。現時特溫克里克沒有任何遺址存在。。特溫克里克於1910年時有95人居住。

## 地理
特溫克里克所處的海拔為高於海平面509米（即1670英呎），而該地所採用的時區為UTC-6，即北美中部時區（CST）。同時該地設有夏令時間，為UTC-6調快一小時，即UTC-5（CDT）。